# Dieter Hulliger
Dieter Hulliger är en schweizisk orienterare som tog VM-brons individuellt 1970 och VM-silver i stafett 1972.